# Beutelsbach
Beutelsbach är en kommun och ort i Landkreis Passau i Regierungsbezirk Niederbayern i förbundslandet Bayern i Tyskland.
Kommunen ingår i kommunalförbundet Aidenbach tillsammans med köpingen Aidenbach.